# Afroshop

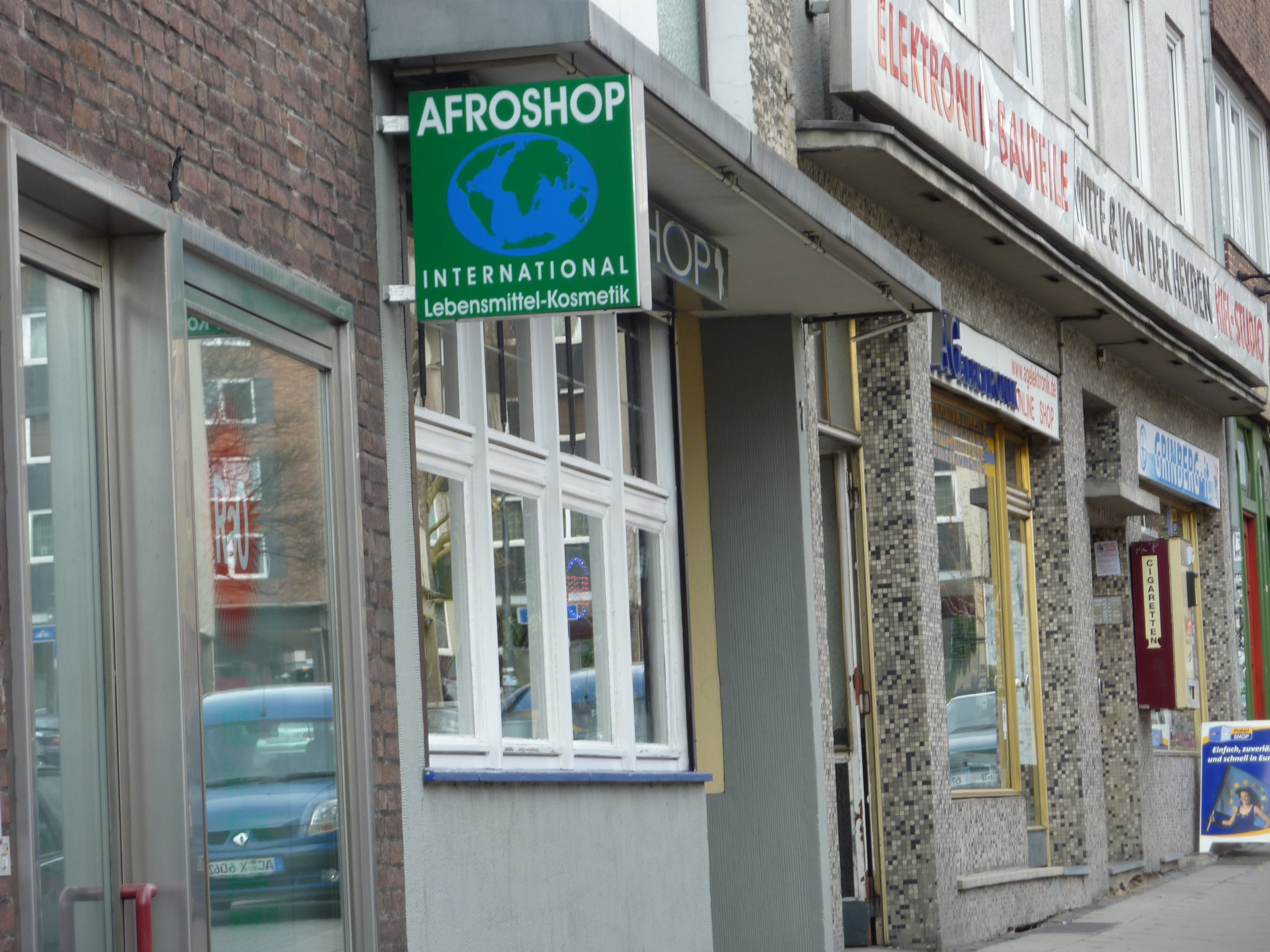
Afroshop in Aachen

Als Afroshop, Afrika-Shop oder Afrikaladen bezeichnet man Geschäfte, die Artikel und Dienstleistungen des täglichen Bedarfs anbieten, die den Bedürfnissen von Menschen aus Subsahara-Afrika – Ländern südlich der Sahara – entsprechen.
Einen Schwerpunkt bilden Lebensmittel, die für traditionelle afrikanische Gerichte benötigt werden, wie Kochbananen, Ndolé, Yamswurzel, Kolanüsse, tief gefrorene oder getrocknete Fische, getrocknete Garnelen, Tilapia (afrikanische Buntbarsche), Miondo und Managu (afrikanischer Schwarzer Nachtschatten) sowie westliche Lebensmittel, die teils in der Kolonialzeit Einzug in die afrikanische Kultur gehalten haben. Einen weiteren Schwerpunkt bilden Hautpflegeprodukte, die für entsprechende Hauttypen ausgelegt sind, sowie Produkte für Haare, wie Haarpflegeprodukte, Relaxer (Produkt, um die Haare zu glätten), künstliche Haare (Expression Hair) zum Miteinflechten in Cornrows, sonstige Haarstyling-Produkte und afrikanische Kosmetika. Teilweise ist ein Friseur im Laden integriert. Ebenso sind afrikanische Kleidung und afrikanische Kunstgegenstände erhältlich. Manchmal bieten Afroshops Call-Shop-Leistungen an. Einige Geschäfte bieten darüber hinaus afrikanische Musik- und Filmproduktionen zum Kauf und zur Leihe an.